# Formula Libre
Formula Libre označava automobilističku kategoriju, u kojoj nema propisane tehničke regulacije o šasiji, motoru, aerodinamici bolida i ostalo, već na utrci Formule Libre mogu sudjelovati bolidi Formule 1, Formule 2, Formule 3, Formule 3000 itd. Formula Libre je najstariji oblik natjecanja, koji datira iz samih početaka automobilizma.